# Gustav Köhler (Landrat)
Gustav Ludwig Eduard Koehler (* 18. Juni 1865 in Kassel; † 19. September 1947 in Arolsen) war ein deutscher Verwaltungsjurist.

## Leben
Gustav Köhler studierte an der Ruprecht-Karls-Universität Heidelberg Rechtswissenschaft. 1884 wurde er Mitglied des Corps Guestphalia Heidelberg. Nach Abschluss des Studiums und der Promotion zum Dr. iur. trat er in den preußischen Staatsdienst. Das Regierungsreferendariat absolvierte er bei der Regierung in Danzig. 1892 bestand er die Prüfung zum Regierungsassessor. Von 1900 bis 1930 war er Landrat des Kreises Greifenhagen.

## Auszeichnungen
- Charakter als Geheimer Regierungsrat[5]